# Ernst Kößlinger

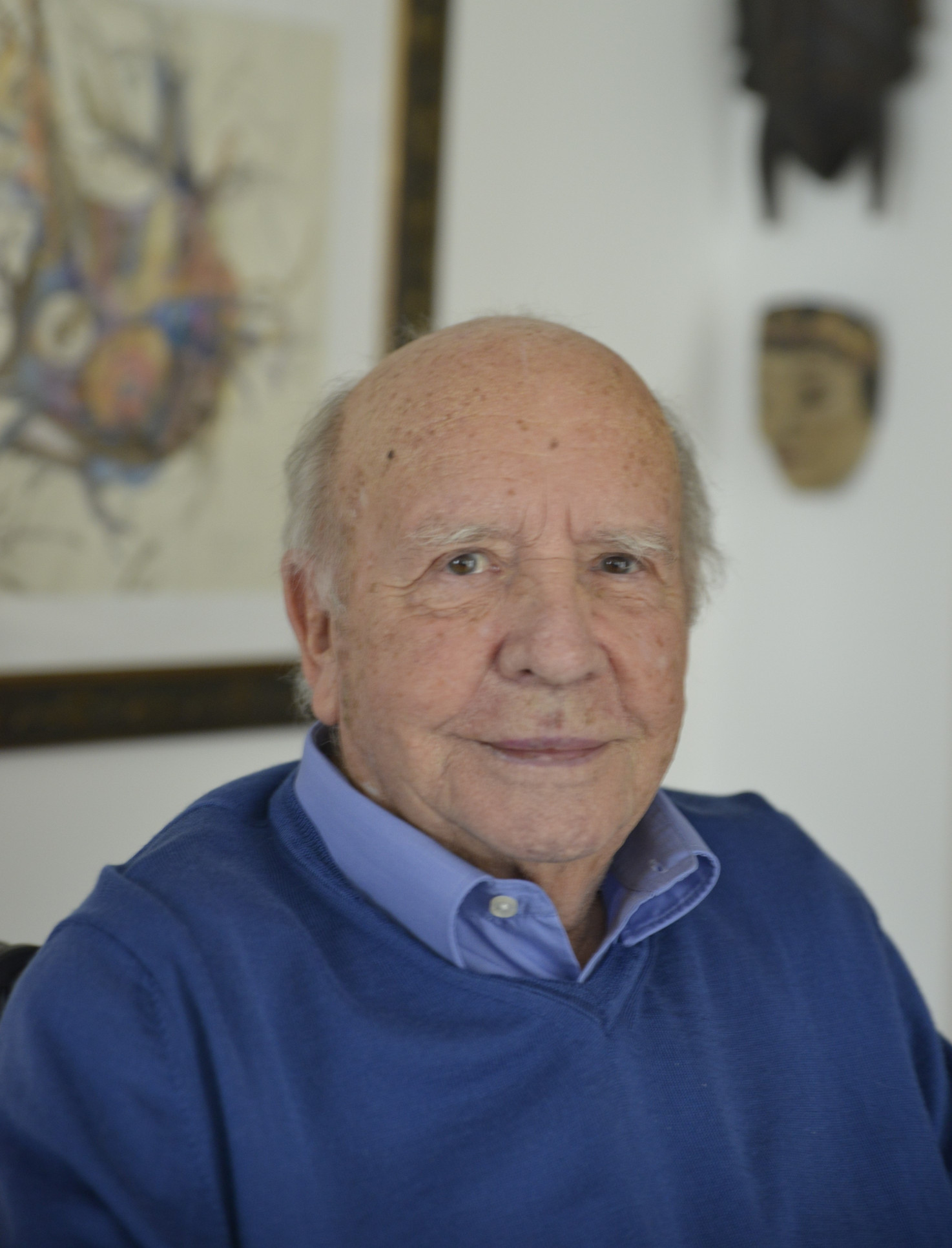
Ernst Kößlinger (2016)

Ernst Kößlinger (* 16. Mai 1926 in München; † 9. Dezember 2020 in Gräfelfing bei München) war ein Münchner Grafiker und Grafikdesigner, der mit seinen Plakaten, Prospekten und Briefmarken deutsche Grafikgeschichte geschrieben hat.

## Leben und Werk
Ernst Kößlinger wurde als einziges Kind von Johann Kößlinger und seiner Frau Viktoria in München geboren und wuchs im Künstlerviertel Schwabing auf. Schon als Kind fiel er durch seine Leidenschaft fürs Zeichnen auf.
Nachdem er die Schule abgeschlossen hatte, absolvierte er eine Lehre als Chemigraf. In seiner Freizeit zog er mit seinem Skizzenblock durch die Münchner Innenstadt und zeichnete seine ersten Veduten. Dabei machte er die Bekanntschaft mit Professor Eduard Ege, der ihm anbot, ihn nach Ende seiner Lehrzeit in seine Kunstklasse aufzunehmen. Von 1946 bis 1949, nach Lehrzeit, Kriegsdienst und Kriegsgefangenschaft wurde Ernst Kößlinger in der „Meisterschule für Deutschlands Buchdrucker“ von den Professoren Eduard Ege und Georg Trump zum Gebrauchsgrafiker ausgebildet. Anschließend war er bis 1958 als freiberuflicher Grafikdesigner tätig. Von 1959 bis 1970 lehrte er als Dozent für Grafikdesign an der Akademie für das Grafische Gewerbe. 1971 bis 1990 war er Professor für Grafikdesign an der Fachhochschule München. Aus seinen Klassen sind international bekannte Kinderbuchautorinnen hervorgegangen, darunter die Pumuckl-Zeichnerin Barbara von Johnson. Bekannt wurde Kößlinger, der Zeit seines Lebens in seinem Werk seiner Heimatstadt München verbunden war, vor allem für die drei Auer-Dult-Plakate, die 15 Jahre lang in München ausgehängt wurden. Zudem entwarf er zehn Mal das jährliche Plakat für das Oktoberfest, das er jeweils mit neuem Motiv und anderer Technik ausführte, sowie Plakate für das Münchner Stadtmuseum und das Fremdenverkehrsamt.
Er gestaltete auch den aufwändigen Bildband, der den IOC-Mitgliedern anlässlich der Bewerbung der Stadt München für die Olympischen Sommerspiele 1972 überreicht wurde.
Einen weiteren Schwerpunkt seines Werks bilden seine Landschaftsgrafiken, deren Motive – oft angeregt durch seine Reisen in den Mittelmeerraum – in den Techniken Radierung, Holz- und Linolschnitt ausgeführt wurden. Er war langjähriges Mitglied und zeitweiliger Vorsitzender im Verein für Original-Radierung.
Ab den späten 1980er Jahren wurde er von der Deutschen Post zu 127 Wettbewerben zur Gestaltung von Sonderbriefmarken eingeladen. 38 seiner Entwürfe gewannen. Zwei seiner Wertzeichen wurden zur „schönsten europäischen Marke eines Jahres“ gewählt.
Auch im Ruhestand ließ die Schaffenskraft des Künstlers nicht nach. Bis an sein Lebensende widmete er sich weiterhin seiner Kunst.
Seit 1961 lebte er in glücklicher Ehe mit seiner Frau Helga. Sein Sohn Bernhard ist Rechtsanwalt, seine Tochter die Musikwissenschaftlerin Monika Csampai.
Ernst Kößlinger starb am 9. Dezember 2020 an den Folgen einer Covid-19-Erkrankung.

## Technik
Ernst Kößlinger kam Zeit seines Lebens ohne Computerprogramme aus und arbeitete mit Drucktechniken wie Radierungen, Aquatinta, Linolschnitt und Lithografie.

## Auszeichnungen
| 1984 | Sein Prospekt „Museen und Galerien in München“ wurde auf der Internationalen Tourismusbörse in Berlin mit der „Goldenen Reisekutsche“ ausgezeichnet.                |
| 1996 | Der Entwurf „Tag der Briefmarke 1995“ (Motiv: Die radelnde Postbotin) wird von einer internationalen Jury zur schönsten europäischen Marke des Jahres 1995 gewählt. |
| 1998 | Verleihung des „Bundesverdienstkreuzes am Bande“ durch Bundespräsident Dr. Roman Herzog.                                                                            |
| 2002 | Der Briefmarkenblock „100 Jahre deutsche Antarktisforschung“ wird von einer internationalen Jury zur „schönsten europäische Marke des Jahres 2001“ gewählt.         |

## Illustrationen
- E. T. A. Hoffmann, Klein Zaches. München: Verlag C. H. Beck / Frankfurt a. M.: Büchergilde Gutenberg